# Obyknovennoje tjudo (film fra 1978)
 For alternative betydninger, se Obyknovennoje tjudo. (Se også artikler, som begynder med Obyknovennoje tjudo)
Obyknovennoje tjudo (russisk: Обыкновенное чудо, da.: Et almineligt mirakel) er en sovjetisk spillefilm fra 1978 instrueret af Mark Zakharov.
Filmen er den anden filmatiseing af stykket med samme navn (1954) skrevet af Jevgenij Schwartz, den første var filmatiseringen fra 1964 af Erast Garin. 
Filmen havde tv-premiere i Sovjetunionen på kanal 1 den 1. januar 1979.

## Medvirkende
- Aleksandr Abdulov
- Oleg Jankovskij
- Jevgenij Leonov
- Jevgenija Simonova
- Irina Kuptjenko